# فلیکس زوایر
فلیکس زوایر(متولد ۱۹ مه ۱۹۸۱) داور فوتبال آلمانی و از داوران فهرست فیفا است که در برلین سکونت دارد.

## دوران داوری
زوایر داوری در سطح DFB را از سال ۲۰۰۴ آغاز کرد. در سال ۲۰۰۷ برای قضاوت در بوندسلیگا .۲ و همچنین به عنوان کمک داور در بوندسلیگا انتخاب شد. دو سال بعد، و در فصل ۲۰۱۰—۲۰۰۹ برای داوری در سطح بوندسلیگا ارتقا پیدا کرد.
در سال ۲۰۰۵، زوایر درگیر رسوایی رشوه گیری شد که حول محور روبرت هویزر از داوران بوندسلیگا .۲ می‌چرخید. زوایر که در یکی از بازیهای دسته‌های پائینتر کمک او بود رشوه ۳۰۰ یورویی را پذیرفت تا در آن بازی، صحنه‌های حساس را به نفع ووپرتالر قضاوت کند. در ژانویه ۲۰۰۵، او و سه داور عالی رتبه دیگر، فدراسیون فوتبال آلمان را در مورد رشوه گیری هویزر آگاه کردند. پس از آن زوایر به مدت ۶ ماه از داوری منع شد، تعلیقی که برای چندین سال مخفی نگه داشته شد تا اینکه روزنامه آلمانی دی تسایت پرونده‌ای مخفی از فدراسیون فوتبال آلمان را در این باره منتشر کرد. 
در ۲۱ فوریه ۲۰۱۶، سرمربی بایرلورکوزن، روگر اشمیت پس از اعتراض نسبت به ضربه آزادی که منجر به گل دورتموند و تنها گل بازی شد، توسط زوایر اخراج شد. اشمیت در ابتدا حاضر به ترک زمین نبود و سبب شد داور بازی را متوقف و بازیکنان را از زمین خارج کند، که با خروج اشمیت از زمین، بازی با هشت دقیقه تأخیر از سر گرفته شد.
در ۳۰ آوریل ۲۰۱۸، زوایر توسط فیفا به عنوان یکی از کمک داوران ویدئویی برای جام جهانی ۲۰۱۸ در روسیه انتخاب شد، که این اولین جام جهانی بود که از این فناوری در آن استفاده می‌شد.